# Pietro D’Achiardi
Pietro D’Achiardi (geboren am 28. Oktober 1879 in Pisa; gestorben am 18. Dezember 1940 in Rom) war ein italienischer Maler und Kunsthistoriker.

## Wirken
D’Achiardi war der Sohn des Mineralogen Antonio D’Achiardi (1839–1902) und von dessen Frau Marianna (geborene Camici). Er hatte einen älteren Bruder Giovanni (1872–1944), der wie der Vater Mineraloge wurde. Er studierte zunächst bis 1901 Literaturwissenschaften an der Universität Pisa, wo sein Vater Professor war, und betätigte sich zugleich als Zeichner und Maler von Landschaften und Seestücken. Anschließend ging er nach Rom, um dort bei Adolfo Venturi an der neu gegründeten „Scuola di Specializzazione in Beni storico-artistici“ an der Universität Rom weitere Kurse zur Kunstgeschichte des Mittelalters und der Moderne zu absolvieren. Er wurde durch ein dreijähriges Stipendium unterstützt, das er zwei Jahre in Rom und ein Jahr für eine Studienreise im Ausland nutzte. Nach seiner Rückkehr verfasste er zunächst 1906 eine kurze Abhandlung über den Maler Sebastiano del Piombo und sammelte in den folgenden zwei Jahren weiteres Material über diesen Künstler, so dass er 1908 eine umfassende Monografie publizieren konnte. Im selben Jahr erhielt er von Papst Pius X. den Auftrag, die Arbeit des verstorbenen Malers Ludwig Seitz fortzuführen und die Pinacoteca Vaticana in einem Flügel des neuen Gebäudes auf der Westseite des Vatikans zu reorganisieren. Schon am 28. März 1909 konnte Pius X. eine Ausstellung der Werke eröffnen, die D’Achiardi aus den unterschiedlichen Sammlungen der Paläste und den für die Öffentlichkeit unzugänglichen Orten zusammengetragen hatte. Zur Sammlung der Pinakothek gab er die Zusammenstellungen Guida della Pinacoteca Vaticana (1913) und La nuova Pinacoteca Vaticana (1914) heraus.
D’Achiardi war von 1909 bis 1913 Inspektor der Galleria Borghese und wurde im Anschluss Professor für Kunstgeschichte an der Akademie der Schönen Künste und an der Fakultät für Architektur der Universität Rom. Von 1922 bis 1924 war er für die Basilica Agoniae Domini im Garten Getsemani in Jerusalem tätig, für die er Wandmosaiken entwarf. In den Jahren 1926 bis 1929 nahm er sowohl private als auch öffentliche Aufträge zur Restaurierung in Rom an, so arbeitete er beispielsweise für die Familie Barluzzi an einer Mosaikdekoration in deren Villa. D’Achiardi entwarf 1929 für die Umgestaltung des Palazzo Venezia ein Mosaik mit der Darstellung des Raubs der Europa und Meerwesen nach römischen Vorbildern aus Ostia für den Fußboden in der „Sala del Mappamondo“.
Er war Mitglied der königlichen Accademia di San Luca und der päpstlichen Accademia dei Virtuosi al Pantheon.
Als Maler schuf er hauptsächlich Landschaften, ferner insbesondere Entwürfe für Mosaiken meist religiöser Thematik.

## Werke (Auswahl)
Bilder
- 1910: Radierung La Via del Paradiso[3]
- 1937: Paesaggio di Larenzana con calesse im Museo d’Arte in Avellino.

Schriften
- Alcune opere di Sculptura in Legno dei secoli XIV e XV. In: L’arte. Rivista di storia dell’arte medievale e moderna. 7. Jahrgang, ISSN 0004-3362 1904, S. 356–376 (italienisch, ub.uni-heidelberg.de).
- Gli affreschi di S. Piero a Grado presso Pisa e quelli gia esistenti nel portico della basilica Vaticana. In: Atti del Congresso Internazionale di Scienze Storiche. Band 7, Tipografia della R. Accademia dei Lincei, Rom 1905, S. 193–285.
- Un quadro sconosciuto di Melozzo da Forli. In: L’arte. Rivista di storia dell’arte medievale e moderna. 8. Jahrgang, ISSN 0004-3362 1905, S. 120–122 (ub.uni-heidelberg.de).
- Sebastiano del Piombo, Monografia storico-artistica. Mit einem Vorwort von Adolfo Venturi. Casa editrice de „L’Arte“, Rom 1908 (archive.org).
- Les dessins de D. Fr. Goya y Lucientes au Musée du Prado à Madrid. Anderson, Rom 1908.
- La collezione Messinger. Imprimerie de l’Unione Editrice, Rom 1910.
- Guida della Pinacoteca Vaticana. Tipografia Poliglotta Vaticana, Rom 1913.
- La nuova Pinacoteca Vaticana. In: Biblioteca apostolica vaticana (Hrsg.): Collezioni archeologiche, artistiche e numismatiche dei Palazzi Apostolici. Band 8. Istituto italiano d’arti grafiche, Bergamo 1914, OCLC 1072713271.